# Asteromellopsis
Asteromellopsis är ett släkte av svampar. Asteromellopsis ingår i familjen Dothideaceae, ordningen Dothideales, klassen Dothideomycetes, divisionen sporsäcksvampar och riket svampar.
|                 | Endoconidioma                               |
|                 |                                             |
|                 | Vestergrenia                                |
|                 |                                             |
| Asteromellopsis | \| \| Asteromellopsis insculpta \| \| \| \| |
|                 | \| \| Asteromellopsis insculpta \| \| \| \| |
|                 | Pachysacca                                  |
|                 |                                             |
|                 | Euryachora                                  |
|                 |                                             |
|                 | Didymochora                                 |
|                 |                                             |
|                 | Dictyodothis                                |
|                 |                                             |
|                 | Systremma                                   |
|                 |                                             |
|                 | Omphalospora                                |
|                 |                                             |
|                 | Dothidea                                    |
|                 |                                             |
|                 | Auerswaldia                                 |
|                 |                                             |
|                 | Stylodothis                                 |
|                 |                                             |
|                 | Lucidascocarpa                              |
|                 |                                             |
|                 | Asteromellopsis insculpta                   |
|                 |                                             |

|  | Asteromellopsis insculpta |
|  |                           |